# Premier Division 2022 (Irlanda)
La League of Ireland Premier Division 2022 è stata la 102ª edizione della massima serie del campionato irlandese di calcio, iniziata il 18 febbraio, terminata il 4 novembre seguente. Lo Shamrock Rovers è la squadra campione in carica, si è riconfermato campione d'Irlanda per la ventesima volta nella sua storia.

## Stagione

### Novità
Dalla Premier Division 2021 sono state retrocesse in First Division Longford Town e Waterford, perdente dello spareggio promozione/retrocessione, mentre dalla First Division 2021 sono state promosse Shelbourne e UCD.

### Formula
Le 10 squadre partecipanti si affrontano in un girone all'italiana con doppie partite di andata e ritorno per un totale di 36 giornate. La squadra prima classificata è dichiarata campione d'Irlanda ed ammessa al primo turno di qualificazione della UEFA Champions League 2023-2024. La seconda e la terza classificata vengono ammesse al primo turno di qualificazione della UEFA Europa Conference League 2023-2024. Se la squadra vincitrice della FAI Cup, ammessa al primo turno di qualificazione della UEFA Europa Conference League 2023-2024, si classifica al secondo o terzo posto, l'accesso al primo turno di Europa Conference va a scalare. La nona classificata viene ammessa allo spareggio promozione/retrocessione contro la vincente degli spareggi di First Division. La decima classificata viene retrocessa in First Division.

## Squadre partecipanti
| Club            | Città                  | Stadio           | Stagione precedente          |
| --------------- | ---------------------- | ---------------- | ---------------------------- |
| Bohemians       | Dublino (Phibsborough) | Dalymount Park   | 5º posto in Premier Division |
| Derry City      | Derry                  | Brandywell       | 4º posto in Premier Division |
| Drogheda Utd    | Drogheda               | United Park      | 7º posto in Premier Division |
| Dundalk         | Dundalk                | Oriel Park       | 6º posto in Premier Division |
| Finn Harps      | Ballybofey             | Finn Park        | 8º posto in Premier Division |
| Shamrock Rovers | Dublino (Tallaght)     | Tallaght Stadium | Campione d'Irlanda           |
| Shelbourne      | Dublino (Drumcondra)   | Tolka Park       | 1º posto in First Division   |
| Sligo Rovers    | Sligo                  | Showgrounds      | 3º posto in Premier Division |
| St Patrick's    | Dublino (Inchicore)    | Richmond Park    | 2º posto in Premier Division |
| UCD             | Dublino (Belfield)     | UCD Bowl         | 2º posto in First Division   |

## Classifica
|  | Pos. | Squadra         | Pt | G  | V  | N  | P  | GF | GS | DR  |
|  | ---- | --------------- | -- | -- | -- | -- | -- | -- | -- | --- |
|  | 1.   | Shamrock Rovers | 79 | 36 | 24 | 7  | 5  | 61 | 22 | +39 |
|  | 2.   | Derry City      | 66 | 36 | 18 | 12 | 6  | 53 | 27 | +26 |
|  | 3.   | Dundalk         | 66 | 36 | 18 | 12 | 6  | 53 | 30 | +23 |
|  | 4.   | St Patrick's    | 61 | 36 | 18 | 7  | 11 | 57 | 37 | +20 |
|  | 5.   | Sligo Rovers    | 49 | 36 | 13 | 10 | 13 | 47 | 44 | +3  |
|  | 6.   | Bohemians       | 46 | 36 | 12 | 10 | 14 | 45 | 46 | -1  |
|  | 7.   | Shelbourne      | 41 | 36 | 10 | 11 | 15 | 40 | 49 | -9  |
|  | 8.   | Drogheda Utd    | 38 | 36 | 9  | 11 | 16 | 34 | 58 | -24 |
|  | 9.   | UCD             | 26 | 36 | 6  | 8  | 22 | 28 | 67 | -30 |
|  | 10.  | Finn Harps      | 20 | 36 | 4  | 8  | 24 | 33 | 71 | -38 |

Legenda:
      Campione d'Irlanda e ammessa al primo turno di qualificazione della UEFA Champions League 2023-2024
      Ammesse al primo turno di qualificazione della UEFA Europa Conference League 2023-2024
 Ammesso allo spareggio retrocessione-promozione
      Retrocessa in First Division 2023
Note:
Tre punti a vittoria, uno a pareggio, zero a sconfitta.
La classifica viene stilata secondo i seguenti criteri:
- Punti conquistati
- Differenza reti generale
- Reti totali realizzate

## Risultati

### Partite (1-18)
|                 | Boh  | Der  | Dro  | Dun  | Fin  | Sha  | She  | Sli  | StP  | UCD  |
| --------------- | ---- | ---- | ---- | ---- | ---- | ---- | ---- | ---- | ---- | ---- |
| Bohemians       | –––– | 1-2  | 1-1  | 2-2  | 2-2  | 1-3  | 1-1  | 2-1  | 1-0  | 3-0  |
| Derry City      | 1-1  | –––– | 2-0  | 1-2  | 2-2  | 2-1  | 1-2  | 0-0  | 2-1  | 7-1  |
| Drogheda Utd    | 1-1  | 1-1  | –––– | 1-0  | 3-1  | 1-0  | 0-2  | 0-3  | 0-4  | 4-2  |
| Dundalk         | 3-1  | 2-2  | 4-1  | –––– | 3-0  | 0-0  | 2-1  | 2-1  | 1-0  | 2-0  |
| Finn Harps      | 1-1  | 1-2  | 2-2  | 0-1  | –––– | 0-3  | 1-0  | 0-1  | 0-2  | 0-1  |
| Shamrock Rovers | 1-0  | 1-0  | 3-1  | 1-0  | 3-1  | –––– | 2-0  | 2-2  | 1-0  | 3-0  |
| Shelbourne      | 1-4  | 0-1  | 1-0  | 1-1  | 0-3  | 1-2  | –––– | 2-1  | 0-3  | 2-0  |
| Sligo Rovers    | 0-1  | 2-1  | 3-2  | 0-0  | 3-1  | 1-1  | 0-1  | –––– | 1-1  | 2-2  |
| St Patrick's    | 3-0  | 0-4  | 1-1  | 0-0  | 2-0  | 1-0  | 1-2  | 1-2  | –––– | 2-0  |
| UCD             | 1-1  | 0-2  | 0-2  | 2-2  | 0-0  | 0-3  | 0-0  | 1-1  | 1-2  | –––– |

### Partite (19-36)
|                 | Boh  | Der  | Dro  | Dun  | Fin  | Sha  | She  | Sli  | StP  | UCD  |
| --------------- | ---- | ---- | ---- | ---- | ---- | ---- | ---- | ---- | ---- | ---- |
| Bohemians       | –––– | 2-3  | 0-1  | 0-1  | 2-2  | 1-0  | 1-0  | 3-1  | 1-3  | 1-0  |
| Derry City      | 1-0  | –––– | 1-1  | 0-1  | 3-0  | 0-0  | 1-1  | 1-0  | 0-0  | 3-0  |
| Drogheda Utd    | 0-1  | 1-1  | –––– | 1-0  | 2-0  | 1-1  | 3-1  | 0-0  | 0-2  | 1-1  |
| Dundalk         | 2-1  | 1-1  | 2-0  | –––– | 3-0  | 1-0  | 0-0  | 3-3  | 1-2  | 3-0  |
| Finn Harps      | 0-2  | 1-2  | 3-0  | 1-2  | –––– | 0-1  | 1-1  | 3-2  | 2-2  | 1-3  |
| Shamrock Rovers | 1-0  | 1-0  | 1-1  | 3-0  | 5-1  | –––– | 3-2  | 3-1  | 4-1  | 1-0  |
| Shelbourne      | 1-1  | 0-1  | 6-0  | 0-0  | 3-1  | 0-0  | –––– | 0-2  | 4-4  | 1-1  |
| Sligo Rovers    | 2-1  | 0-0  | 2-0  | 0-3* | 3-0  | 1-3  | 3-1  | –––– | 1-0  | 0-2  |
| St Patrick's    | 3-1  | 0-1  | 3-0  | 1-1  | 2-1  | 1-2  | 4-0  | 1-0  | –––– | 2-1  |
| UCD             | 1-3  | 0-1  | 2-1  | 3-2  | 2-1  | 0-2  | 0-2  | 0-2  | 1-2  | –––– |

## Spareggio promozione/retrocessione
|     | Risultati |           | Luogo e data              |
| --- | --------- | --------- | ------------------------- |
| UCD | 1 - 0     | Waterford | Dublino, 11 novembre 2022 |
|     |           |           |                           |

## Statistiche

### Squadre

#### Capoliste solitarie
|    | ——  | ——  | ——  | —— | ——  | ——         | ——         | ——         | ——         | ——         | ——         | ——         | ——         | ——              | ——              | ——              | ——              | ——              | ——              | ——              | ——              | ——              | ——              | ——              | ——              | ——              | ——              | ——              | ——              | ——              | ——              | ——              | ——              | ——              | ——              | —— |  |
|    | Der | Sha | Der |    | StP | Derry City | Derry City | Derry City | Derry City | Derry City | Derry City | Derry City | Derry City | Shamrock Rovers | Shamrock Rovers | Shamrock Rovers | Shamrock Rovers | Shamrock Rovers | Shamrock Rovers | Shamrock Rovers | Shamrock Rovers | Shamrock Rovers | Shamrock Rovers | Shamrock Rovers | Shamrock Rovers | Shamrock Rovers | Shamrock Rovers | Shamrock Rovers | Shamrock Rovers | Shamrock Rovers | Shamrock Rovers | Shamrock Rovers | Shamrock Rovers | Shamrock Rovers | Shamrock Rovers |    |  |
|    |     |     |     |    |     |            |            |            |            |            |            |            |            |                 |                 |                 |                 |                 |                 |                 |                 |                 |                 |                 |                 |                 |                 |                 |                 |                 |                 |                 |                 |                 |                 |    |  |
|    |     |     |     |    |     |            |            |            |            |            |            |            |            |                 |                 |                 |                 |                 |                 |                 |                 |                 |                 |                 |                 |                 |                 |                 |                 |                 |                 |                 |                 |                 |                 |    |  |
| 1ª | 2ª  | 3ª  | 4ª  | 5ª | 6ª  | 7ª         | 8ª         | 9ª         | 10ª        | 11ª        | 12ª        | 13ª        | 14ª        | 15ª             | 16ª             | 17ª             | 18ª             | 19ª             | 20ª             | 21ª             | 22ª             | 23ª             | 24ª             | 25ª             | 26ª             | 27ª             | 28ª             | 29ª             | 30ª             | 31ª             | 32ª             | 33ª             | 34ª             | 35ª             | 36ª             |    |  |

### Individuali

#### Classifica marcatori
| Gol |  |  | Giocatore     | Squadra         |
| --- |  |  | ------------- | --------------- |
| 18  |  |  | Aidan Keena   | Sligo Rovers    |
| 14  |  |  | Eoin Doyle    | St Patrick's    |
| 11  |  |  | Graham Burke  | Shamrock Rovers |
| 11  |  |  | Mark Doyle    | Derry City      |
| 11  |  |  | Sean Boyd     | Shelbourne      |
| 10  |  |  | Will Patching | Derry City      |
| 10  |  |  | Rory Gaffney  | Shamrock Rovers |
| 9   |  |  | Patrick Hoban | Dundalk         |